# إيان نورمان
إيان جيمس نورمان هو باحث ومؤلف بريطاني في مجال التمريض، يقيم في سري، المملكة المتحدة. تتركز أبحاثه وكتاباته بشكل أساسي في مجالات تمريض الطب النفسي والصحة العقلية، والعلاج النفسي للأشخاص الذين يعانون من صعوبات في الصحة العقلية. نورمان هو أستاذ فخري للصحة العقلية في كلية التمريض والقبالة والرعاية التلطيفية في كلية كينجز لندن. وهو العميد التنفيذي السابق للكلية والمدير المساعد (الأداء الأكاديمي) في كلية كينجز لندن. وهو رئيس تحرير المجلة الدولية لدراسات التمريض ومعالج نفسي سلوكي معرفي.

## السيرة الذاتية
ولد إيان نورمان في ديفون ودرس في مدرسة إكستر. حصل على درجة البكالوريوس في العلوم الاجتماعية من جامعة كيل في المملكة المتحدة، ودرجة الماجستير في التربية من جامعة إدنبرة، ودرجة الدكتوراه من جامعة لندن. عُيَّن محاضرًا في التمريض النفسي في قسم دراسات التمريض بكلية كينجز لندن في عام 1988، وتمت ترقيته إلى محاضر أول في عام 1994 وإلى أستاذ الصحة العقلية في عام 1997. عُيَّن رئيساً لتحرير المجلة الدولية لدراسات التمريض عام 2005.
كان نورمان أستاذًا زائرًا في جامعة ساو باولو في عام 2011 وكان لديه فترات إعارة إلى جنوب أفريقيا في عام 2014 وأيرلندا في عام 2015 للعمل على دراسة ممولة من الاتحاد الأوروبي للحد من مخاطر إساءة استخدام الكودين والاعتماد عليه.
في أغسطس 2018، تمت مقابلة نورمان على قناة تلفزيونية مباشرة حول مبادرة تعليم التمريض بين كلية كينجز لندن وأكاديمية جي آن سنغافورا حول النقص العالمي في العاملين في مجال الرعاية الصحية.
نورمان هو مؤلف أكثر من 300 مخرجات أكاديمية. يعد كتابه الأخير، "فن وعلم تمريض الصحة العقلية" (نُشر في طبعته الرابعة عام 2018)، كتابًا دراسيًا قياسيًا لتعليم ممرضات الصحة العقلية في المملكة المتحدة وهو معروف عالميًا.

## الجوائز والتكريم
- 2015: زميل، كلية كينجز لندن
- 2015: محاضرة إيلين سكيليرن التذكارية[7]
- 2012: زميل دولي، الأكاديمية الأمريكية للتمريض[8]
- 2009: زميل الكلية الملكية للتمريض[9]
- 2005: زميل أكاديمية التعليم العالي بالمملكة المتحدة
- 2004: زميل الأكاديمية الأوروبية لعلوم التمريض

## المنشورات
الكتب
نورمان آي جيه، رايري الأول (محررون) الطبعة الأولى (2004)؛ الطبعة الثانية (2009)؛ الطبعة الثالثة (2013)، الطبعة الرابعة (2018) فن وعلم تمريض الصحة العقلية: كتاب مدرسي للمبادئ والممارسة. مطبعة الجامعة المفتوحة، لندن.
نورمان, كاولي (1999) الطبيعة المتغيرة للتمريض في العصر الإداري. بلاكويلز، لندن.
نورمان, ريدفيرن (1997) رعاية الصحة العقلية لكبار السن. (تشرشل ليفينغستون، إدنبره).
كوجان، ريدفيرن، كوبر، نورمان، باكوود، روبنسون (1995) الاستفادة من التدقيق السريري: دليل للممارسة في المهن الصحية . مطبعة الجامعة المفتوحة، لندن.

## العضويات والتراخيص والجمعيات
- ممرض مسجل، مجلس التمريض والقبالة، المملكة المتحدة (1976 إلى الوقت الحاضر)
- الجمعية البريطانية للمعالجين النفسيين السلوكيين والمعرفيين (2009 إلى الوقت الحاضر)[10]
- عضو لجنة التكنولوجيا الصحية للصحة العقلية وعلم النفس والعلاج المهني، المعهد الوطني لأبحاث الصحة والرعاية، المملكة المتحدة (2015-2018)[11]

## روابط خارجية
- https://kclpure.kcl.ac.uk/portal/en/persons/ian-norman(72d3cce4-ac65-4c52-85cc-9abc061406ae).html
- http://www.skellern.info/page19.html
- https://dorkingcbt.co.uk